# 福祉用具

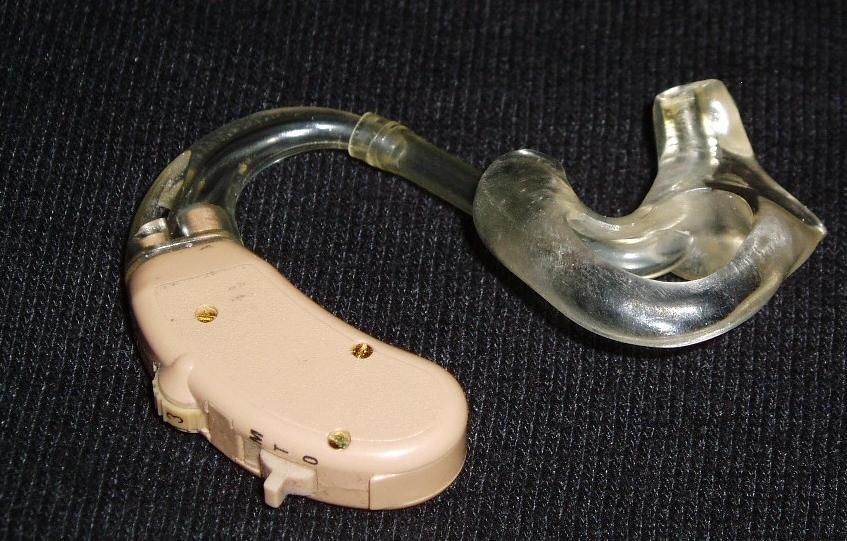
補聴器

福祉用具（ふくしようぐ）とは、日常生活に支障のある障害者や要介護者・要支援者の生活の便宜を図るための用具、及び機能訓練のための用具のこと。義肢や車椅子などの補装具と呼ばれる機能補助用具も福祉用具の一種である。

## 日本における福祉用具

### 呼称と定義
日本では長期間に渡り福祉用具の統一した定義がなく、「介護用具」「福祉機器」など様々な呼称で呼ばれたきた
。1993年（平成5年）に成立した福祉用具の研究開発及び普及の促進に関する法律（以下、福祉用具法と呼ぶ）によって、福祉用具は「心身の機能が低下し日常生活を営むのに支障のある老人又は心身障害者の日常生活上の便宜を図るための用具及びこれらの者の機能訓練のための用具並びに補装具をいう。」と定義された。
福祉用具法の基本的な方針によれば、福祉用具は生活を送る上で必要になる機能を補完・代替し長期間にわたり継続使用する「補装具」と、QOLを向上させ自立を支援する「日常生活用具」、介護する人の負担を軽減する要素の強い「介護用品」の3つのカテゴリーからなる。具体的な類別として、2007年（平成19年）に国際標準化機構で規定されたISO9999:2007による類別や、テクノエイド協会の定めた類別が用いられる事が多い。

### 給付・支援制度
65歳以上の要介護者を対象とした介護保険では、要支援・要介護の度合いに応じて福祉用具のレンタルが受けられる。入浴や排泄に使用するなど、レンタルに馴染まない介護用品は「特定福祉用具」とされ、購入費用の給付という形で支援される。また、高齢者ではない障害者や、障害があり介護保険法ではカバーしていない福祉用具を必要とする高齢者は、障害者総合支援法によって支援される。

## 共用品
福祉用具はその専門性や特殊性から一般市場では提供されにくいが、シルバーカーやシニアカーのように福祉サービスの対象ではないものの、身体機能を補助・代替する一般商品がある。そうした福祉用具と一般商品の中間に位置し、障害の有無に関わらず使用できる商品群は共用品と呼ばれ、ユニバーサルデザインの観点から普及が進められている。